# Hooray for Boobies
Hooray for Boobies treći je studijski album američkog sastava Bloodhound Gang. U Europi je objavljen 4. listopada 1999., a u SAD-u 29. veljače 2000. Glavni producent albuma je prvi pjevač sastava, Jimmy Pop, a snimljen je u gradu Royersford, Pennsylvania. To im je bio zadnji album koji su snimili s bubnjarom Spanky G. 
Najveći uspjeh postgla je pjesma Bad Touch, a pjesma The Inevitable Return of the Great White Dope je uvrštena na soundtrack Mrak filma. Zanimljivo je da je pjesma The Ten Coolest Things About New Jersey (Deset najboljih stvari o New Jerseyju) jednostavno deset sekundi tišine. 

## Popis pjesama
1. "I Hope You Die" - 3:41
2. "The Inevitable Return of the Great White Dope" - 4:02
3. "Mama's Boy" - 0:34
4. "Three Point One Four" - 3:55
5. "Mope" - 4:36
6. "Yummy Down on This" - 3:49
7. "The Ballad of Chasey Lain"- 2:21
8. "R.S.V.P." - 0:15
9. "Magna cum Nada" - 4:00
10. "The Bad Touch"- 4:20
11. "That Cough Came with a Prize"- 0:14
12. "Take the Long Way Home" - 3:07
13. "Hell Yeah" - 5:02
14. "Right Turn, Clyde" - 5:24
15. "This Is Stupid" - 0:10
16. "A Lap Dance Is So Much Better When the Stripper Is Crying" - 5:37
17. "The Ten Coolest Things About New Jersey" - 0:10
18. "Along Comes Mary" - 3:25
19. "Outakes"

- Sve pjesme od 19 do 46 su 4 ili 5 sekundi tišine